# TIMP2
TIMP2‏ (TIMP metallopeptidase inhibitor 2) هوَ بروتين يُشَفر بواسطة جين TIMP2 في الإنسان.